# 進藤澄子
進藤 澄子（しんどう すみこ、1972年11月12日 - ）は、音楽プロデューサー、音響監督、有限会社ユーアンドミー代表。滋賀県出身。
大阪芸術大学芸術学部放送学科ラジオコース卒業。コナミミュージックエンタテインメントや株式会社モストカンパニーを経て2004年に有限会社ユーアンドミーを設立。
主にスターチャイルドやコナミの作品を手がける。女優の久保田磨希とは同期。

## 関わった作品
- となグラ!
- ネギま!?
- 魔法先生ネギま!
- ぱにぽにだっしゅ!
- ジンキ・エクステンド
- ひまわりっ!
- フタコイ オルタナティブ
- せんせいのお時間
- 北へ。
- Z.O.E
- クラッシュバンディクー4
- ときめきメモリアルドラマシリーズVol.3 旅立ちの詩
- ときめきメモリアル3
- 実況G1レジェンド

など